# Fiat Aegea
Fiat Aegea (typ 356) är en personbil, tillverkad av biltillverkaren Fiat sedan 2015. Bilen byggs av det turkiska dotterbolaget Tofaş.  I västeuropa säljs den under namnet Fiat Tipo. 
Versioner:
| Modell       | Motor               | Cylindervolym | Effekt | Bränslesystem                       |
| ------------ | ------------------- | ------------- | ------ | ----------------------------------- |
| 1.3 Multijet | 4-cyl radmotor DOHC | 1248 cm³      | 95 hk  | Common rail turbodiesel             |
| 1.4 16V      | 4-cyl radmotor DOHC | 1368 cm³      | 95 hk  | Bränsleinsprutning                  |
| 1.4 T-Jet    | 4-cyl radmotor DOHC | 1368 cm³      | 120 hk | Turbo Bränsleinsprutning & Motorgas |
| 1.6 E.TorQ   | 4-cyl radmotor DOHC | 1598 cm³      | 110 hk | Bränsleinsprutning (E85 flex)       |
| 1.6 Multijet | 4-cyl radmotor DOHC | 1598 cm³      | 120 hk | Common rail turbodiesel             |